# Eichenberger Waldbahn
| Eichenberger Waldbahn  | Eichenberger Waldbahn |
| ---------------------- | --------------------- |
| Strüver und Diema DL 8 |                       |
| Streckenverlauf        |                       |
| Spurweite:             | 600 mm (Schmalspur)   |
|                        |                       |

Die Eichenberger Waldbahn ist eine von der Interessengemeinschaft Feldbahn (IGF) betriebene Feldbahn bei Eichenberg im hessischen Werra-Meißner-Kreis, liegt aber fast ausschließlich im Gemeindegebiet von Friedland im niedersächsischen Landkreis Göttingen. Sie hat eine Spurweite von 600 mm.

## Geographische Lage
Das Feldbahngelände liegt ostnordöstlich von Eichenberg Bahnhof auf dem Nordhang der nördlich vom Dreiländereck Hessen–Niedersachsen–Thüringen gelegenen Schmiedeköpfe (251,6 m ü. NHN). Mit Ausnahme kleiner westlicher Anlagenteile, die sich in Eichenberger Gebiet (Hessen) befinden, liegt es in Friedlander Gebiet (Niedersachsen) unmittelbar südlich des Eichenberger Gleisdreiecks, in dem die Bahnstrecken Halle–Hann. Münden und Göttingen–Bebra aufeinanderstoßen.
Die Anfahrt zum Feldbahngelände ist nur über Hottenrode möglich und ab der Ampel in Hohengandern ausgeschildert. Vom Bahnhof Eichenberg führt ein 15 Minuten langer Fußweg über die Eichsfelder Straße zunächst zum südöstlichen Eck des Gleisdreiecks bei Hottenrode und dann zum im Osten gelegenen Eingang des Feldbahngeländes.

## Geschichte

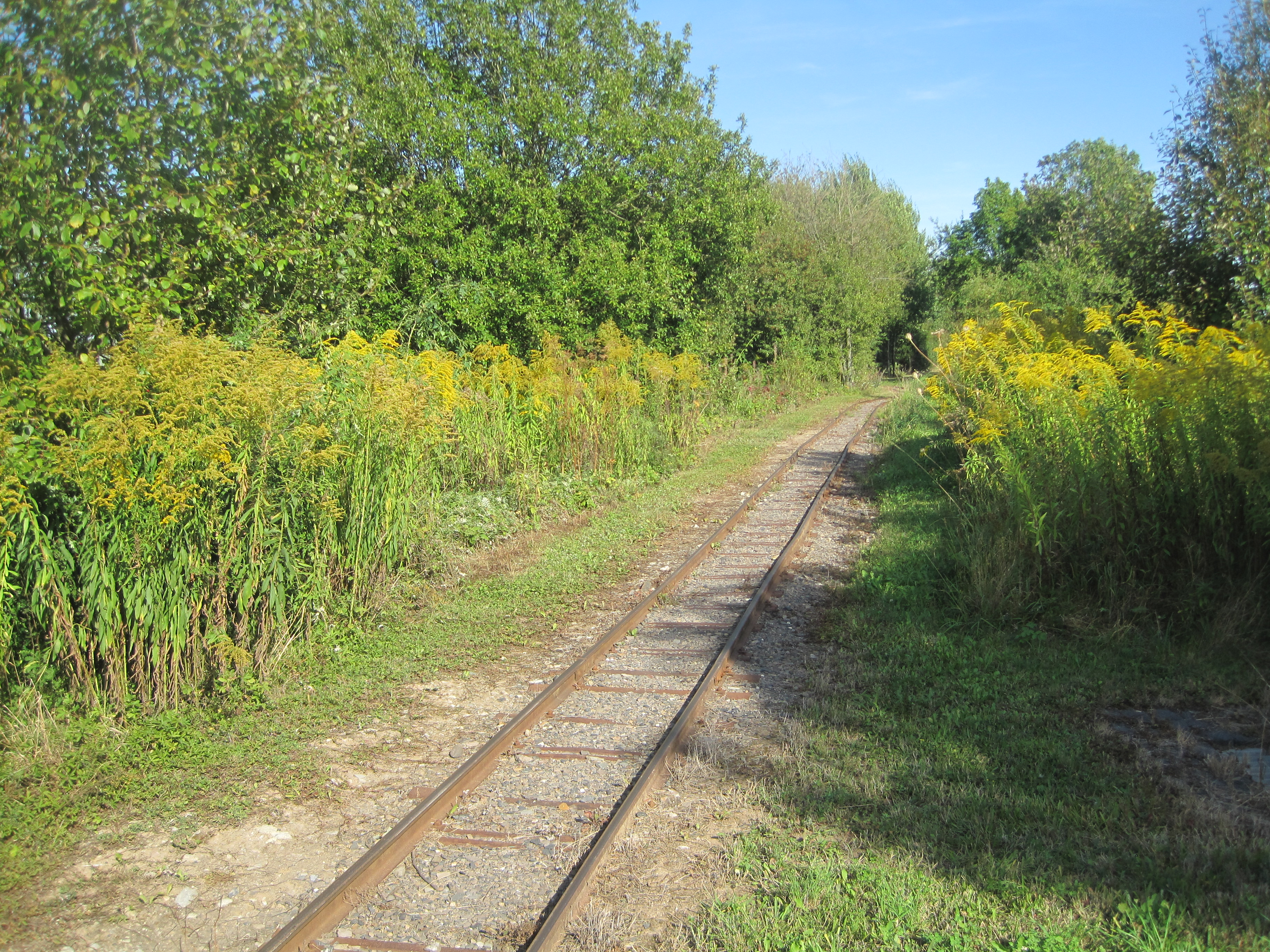
Schmalspurgleis der Eichenberger Waldbahn

Die Interessengemeinschaft mit 23 Mitgliedern befasst sich seit 1986 mit dem Erhalt und Betrieb von Wald- und Feldbahnfahrzeugen. Seit 1989 verlegte sie auf einem anfangs gepachteten und 1999 käuflich erworbenen Gelände Schmalspurgleise, um den Wald- und Feldbahnbetrieb zu ermöglichen und Besuchern einen Einblick in den Sinn und Nutzen dieser Schienenfahrzeuge zu geben. Nach einem von 1996 bis 2000 dauernden Verfahren genehmigte der Landkreis Göttingen die Gesamtanlage.

## Schienenfahrzeuge
Die Restaurierung der Schienenfahrzeuge ist ein Schwerpunkt der Aktivitäten, so dass bisher 12 Diesellokomotiven, ein Benzoltriebwagen und eine Motordraisine auf Basis eines Trabants ausgestellt werden. Neun der meist von Grund auf restaurierten bzw. rekonstruierten Lokomotiven sind betriebsfähig. Im Juni 2016 wurde der Strüver mit einem Deutz-Viertaktmotor fertig gestellt und auf das Gelände gebracht. Seit Ende 2011 besitzt die Waldbahn auch eine Krauss-Dampflokomotive, die zur Zeit einer mehrjährigen Generalüberholung unterzogen wird.
| Nr. | Herstellerdaten        | Bauart | Typ            | Lstg. (PS) | Gew. (t) | vmax (km/h) | Bemerkungen |
| --- | ---------------------- | ------ | -------------- | ---------- | -------- | ----------- | --- |
| 1   | Henschel 2180/1955     | Bdm    | DG 13          | 13/15      | 3,2      | 13          | Neu geliefert an Emil Zorn AG (EZO), Hochbau- und Maschinenisolierung, Eichenberg / 03.1986 an Andreas Röder für IGF, 2006 generalüberholt, betriebsfähig |
| 2   | Henschel 1988/1947     | Bdm    | DG 13          | 13/15      | 3,2      | 13          | Neu geliefert 07.1948 an Kurhessische Gipswerke Peter Orth GmbH & Co KG, Hundelshausen/1974 an EZO-Isolierstoffwerke, Eichenberg / 10.1986 an IGF, 2006 generalüberholt, betriebsfähig |
| 3   | Hatlapa/194            | Bdm    | Junior         | 6          | 0,85     | 8           | Neu geliefert an einen unbekannten Endkunden / Ziegelwerk Hans Abhau, Reichensachsen / 12.1986 an IGF, 1987 generalüberholt, betriebsfähig / 11.2011 an Privat, Bergheim / 05.2015 an Privat, Waldbahn Carlsberg, Speyer (bis 11.2015 bei IGF untergestellt)                                                                                           |
| 3'  | Hatlapa 4113/1949      | Bdm    | Junior I       | 6          | 0,85     | 8           | neu am 23.08.1949 an Hugo Dau, Essen (Händler) / Baumschule Haus Waldfrieden, Höhr-Grenzhausen / 02.2001 an IGF, in Aufarbeitung seit 3/2015 |
| 4   | O&K 5918/1935          | Bdm    | MD             | 11         | 2,2      | 10,4        | Neu am 20.03.1935 an Ziegelei Kaufmann, Fulkum in Ostfriesland / Torfbrandklinkerwerk J. B. Kaufmann, Nenndorf b. Aurich / 10.1987 an IGF, 1988 generalüberholt, betriebsfähig |
| NN  | O&K 2665/1927          | Bbm    | M              | 7,5        | 2,3      | 8           | Neu geliefert am 17.10.1927 an Walkenrieder Gipsfabrik, Inh. Fritz Rode / 197. an Privat, Wieda / 10.1987 über Firma Resebeck, Göttingen an IGF, zerlegt, nur Achsen eingelagert, Rest verschrottet |
| NN  | O&K 5773/1934          | Bdm    | MD             | 11         | 2,2      | 10,4        | Neu geliefert am 22.12.1934 an Walkenrieder Gipsfabrik, Inh. Fritz Rode / 197. an Privat, Wieda / 10.1987 über Firma Resebeck, Göttingen an IGF, zerlegt, diverse Teile für O&K 5918 verwendet, Rest verschrottet |
| 5   | Diema 2684/1964        | Bdm    | DS 14          | 16         | 2,8      | 12          | Neu am 25.02.1964 über Krupp-Dolberg, Essen an Ziegelwerk Hermann Friedrich KG, Westerode b. Duderstadt / ca. 1976 an Ziegelwerk Hente & Spies, Rosdorf / 06.1989 an IGF, betriebsfähig |
| 6   | LKM 248787/1956        | Bdm    | Ns 2f          | 34         | 6,2      | 14          | Vermutlich neu an VEB Silikatwerk Bad Lausick / ca. 1984 an Betriebsabteilung Quarzitsteinbruch Glossen „1“/ 10.1991 an IGF, betriebsfähig |
| 7   | Deutz/Eluco L1024/1925 | Bbm    | ML 216 Tr      | 7          | 1,2      | 8,5         | Neu durch Firma Leipziger am 07.11.1925 an Sägewerk Carl Gluud, Veckerhagen (750 mm, baugleich mit Deutz-Schienentriebwagen ML 216 Tr) / 1994 über Privat an IGF, abgestellt |
| 8   | Strüver 60451/1958     | Bdm    | Schienenkuli   | 6          | 0,73     | 8           | Neu am 30.10.1958 an Jacob Noe Nachf., Stuttgart (Serie Kuli 84)/Vermutlich Kieswerk bei Ulm / 1996 über Privat an IGF, 1997 bis 2000 generalüberholt, betriebsfähig |
| NN  | Strüver 60362/1955     | Bdm    | Schienenkuli   | 6          | 0,73     | 8           | Neu am 15.09.1955 an Dampfziegelei Thiede, Aug. Brahemeier, Salzgitter-Thiede (500 mm, Serie Kuli 62) / Eisenbahnfreunde Klein Mahner bei Salzgitter / 1997 an Eisenbahnfreunde Bebra / 1997 als Schrottsammlung an IGF, 1997 bis 2001 generalüberholt, umgespurt / 05.2001 an Privat, Kreuth                                                          |
| 9   | Deutz 21247/1937       | Bdm    | OME 117 F      | 11/12      | 2,8      | 13,3        | Neu am 05.11.1937 an Heinrich Kraushaar, Paderborn / evtl. Einsatz bei Trümmerbahn Paderborn / Paul Wüseke, Kalksandstein-Gasbeton-Werke, Werk I, Paderborn-Sennelager / Paul Wüseke, Werk II, Sassenberg-Füchtorf / 1987 an „Museumseisenbahn Paderborn“ (Händler) / Privat bei Höxter / 08.2000 an IGF, 2001–2013 generalüberholt, betriebsfähig     |
| 10  | Diema 1692/1954        | Bdm    | DL 8           | 8          | 2        | 8,5         | Neu am 31.08.1954 an Carl Bernhard, Dampfziegelei und Straßenbau, Duderstadt (500 mm) / 02.2001 an IGF, 2001–2002 generalüberholt und umgespurt, betriebsfähig |
| 11  | Diema 1525/1952        | Bdm    | DL 8           | 22         | 2        | 8,5         | Neu am 09.10.1952 an Sarstedter Dachsteinfabrik, Otto Gott, Sarstedt (500 mm) / Ziegelwerk Bernhard, Dampfziegelei und Straßenbau, Duderstadt / 02.2001 an IGF, abgestellt |
| NN  | Deutz 19912/1938       | Bdm    | OME 117 F      | 11/12      | 2,8      | 13,3        | Neu am 16.07.1938 über Martin Kallmann, Mannheim (Händler) an Otto Pfisterer. Karlsruhe-Daxlanden / Ludwig Schneider, Bauunternehmen, Gießen für Lager Heuchelheim / 1990 Spielplatz Goetheschule, Gießen / 07.2001 an IGF, zerlegt, Teile für Deutz 21247 verwendet / 10.2013 an Privat, Storkow                                                      |
| NN  | IGF 2002               | Bdm    | Dieseldraisine | 10         | 0,94     | 10          | Eigenbau unter Verwendung eines 10-PS-Hatz-Motors und eines Stromag-Getriebes. Bauzeit: 12.2001 bis 08.2002/07.2003 an Privat, Essern |
| 12  | O&K 25522/1954         | Bdm    | MV 2a          | 40         | 7        | 12,5        | Neu am 12.11.1954 an Friedrich Gräper, Kiel / Karl Gräper, Bauunternehmung, Husum „39/6“/ 1989 Britzer Museumsbahn BMB, Berlin „8“/ 11.2008 an IGF, in Aufarbeitung |
| NN  | IFA/IGF 1989/2011      | B'1bh  | Schienenauto   | 17         |          |             | Eigenbau unter Verwendung eines Trabant 601 Universal auf Eigenbau-Fahrgestell mit hydrostatischer Kraftübertragung. Bauzeit: 04.2007 bis 06.2011 |
| NN  | Krauss 5060/1904       | Bn2t   | IV bc          | 40/45      | 7,5      |             | Neu am 09.04.1904 an Vereinigte Maschinenfabrik Augsburg und Maschinenbaugesellschaft Nürnberg (MAN) für Stat. Trennfeld am Main „1“ (750 mm) – oder möglicherweise geliefert an Steingewerkschaft Offenstetten / 1945 abgestellt auf Pinzgauer Lokalbahn (Österreich) / ca. 1963 Spielplatz Seekirchen am Wallersee / 11.2011 an IGF, in Aufarbeitung |
| NN  | Strüver 60573/1966     | Bdm    | Schienenkuli   | 6          |          | 8           | Neu am 13.07.1966 an Norddeutsche Affinerie AG, Hamburg (Serie Kuli 114) / Ad. Strüver, Hamburg (Denkmal) / 1999 Privat, Wedeler Feldbahn, Fredenbeck-Wedel / 2003 Privat, Almere [NL] / 200. Privat, Wedeler Feldbahn, Fredenbeck-Wedel / 07.2007 Privat, Waldbahn Carlsberg, Speyer (04.2010 bis 07.2012 Aufarbeitung bei IGF)                       |
| NN  | Strüver 60535/1962     | Bdm    | Schienenkuli   | 6          | 0,73     | 8           | Neu am 13.06.1962 an Industrie und Feldbahn Wilhelm Boeversen, Bremen (Serie Kuli 104) / 1963 an Torfwerk Höne & Siemer, Vechta / 10.2010 an Privat, Bergheim / 01.2016 an Privat, Waldbahn Carlsberg, Speyer (10.2010 bis 06.2016 Aufarbeitung bei IGF)                                                                                               |